# كاثلين برينان
كاثلين برينان (بالإنجليزية: Kathleen Brennan)‏ هي كاتبة غنائية ورسامة ومنتجة أسطوانات وملحنة أمريكية، ولدت في 2 مارس 1950 في جونسبورغ في الولايات المتحدة.

## وصلات خارجية
- كاثلين برينان على موقع IMDb (الإنجليزية)
- كاثلين برينان على موقع ميوزك برينز (الإنجليزية)
- كاثلين برينان على موقع أول ميوزيك (الإنجليزية)
- كاثلين برينان على موقع ديسكوغز (الإنجليزية)
- كاثلين برينان على موقع قاعدة بيانات الفيلم (الإنجليزية)